# 塔里夫
36°46′N 8°19′E / 36.767°N 8.317°E

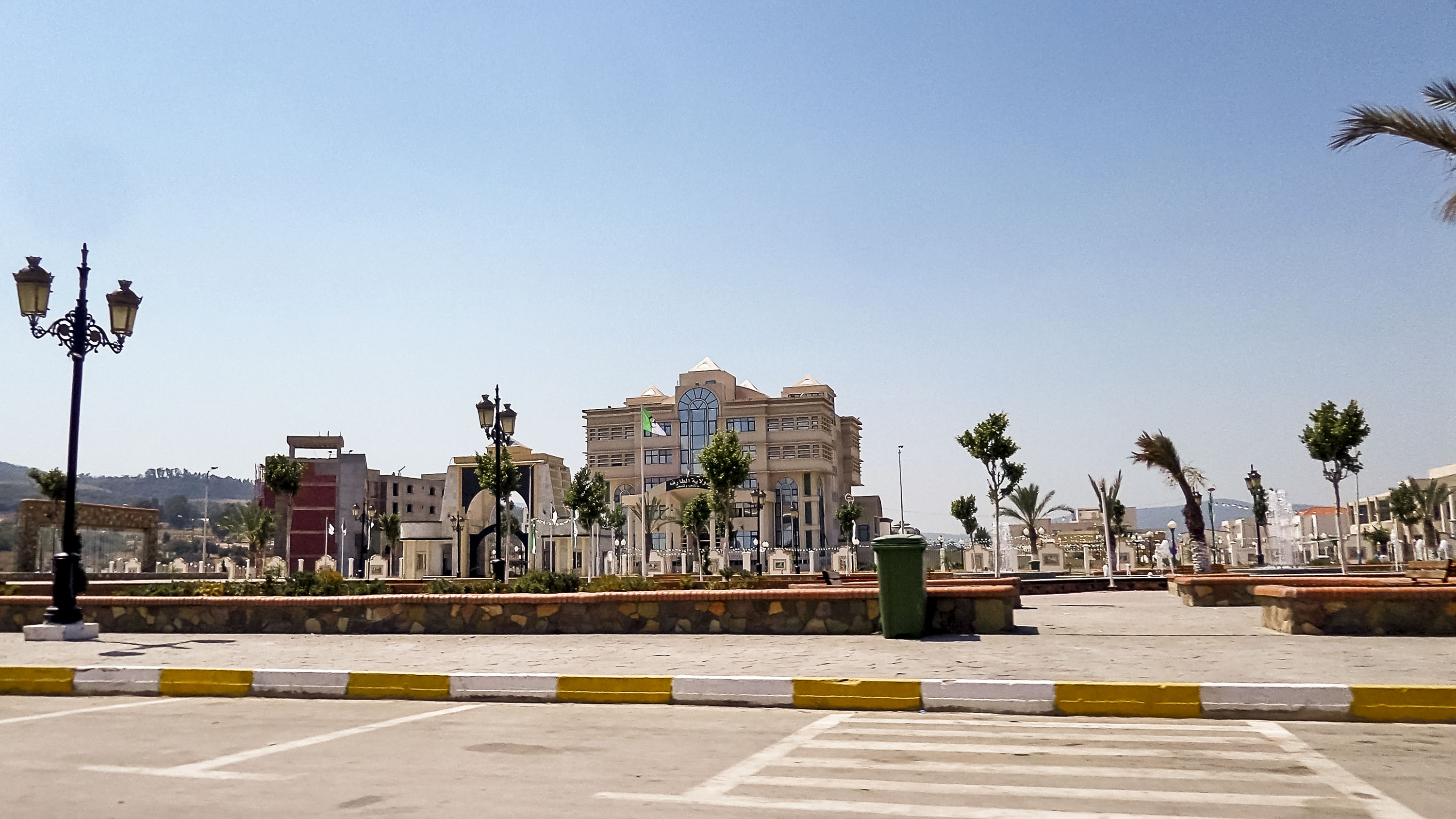
塔里夫市政府广场

塔里夫（阿拉伯语：‎）是北非國家阿爾及利亞東北部的城市，也是塔里夫省的首府，位於首都阿爾及爾以東700公里，鄰近與突尼西亞接壤的邊境，居民主要從事農業和畜牧業。城市代码为3601。

## 地理
塔里夫位于阿尔及利亚东北部内陆地区，是一个小型盆地的中央，平均海拔约16米。每年平均降雨量900至1,200毫米。

## 人口
2008年，塔里夫的人口数量为25,594

## 经济
因靠近突尼斯，塔里夫的很多产业都和对突贸易有关。

## 交通
塔里夫市区拥有公共交通系统，同时也有出租车服务。

## 体育
塔里夫有地方性的足球俱乐部。